# Khyal

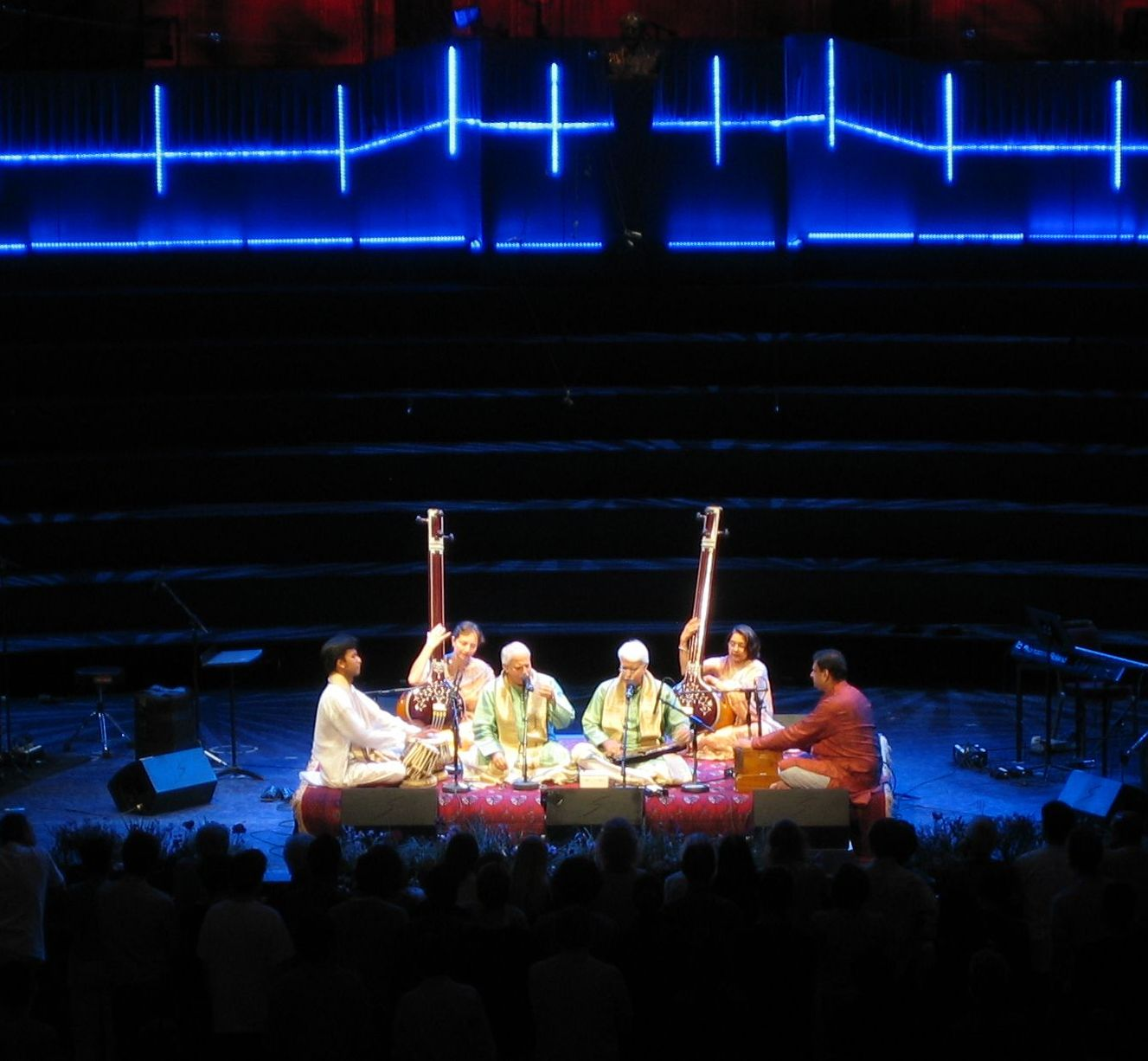
Performance de Rajan et Sajan Mishra, chanteurs de khyal, au Royal Albert Hall.

Le khyal (ou khayal) est le style classique le plus couramment pratiqué dans le nord de l'Inde. Son nom vient d'un mot arabe qui signifie « imagination » ou « fantaisie ». Le khyal est plus récent que le dhrupad dont il découle. Comme toute la musique indienne savante, le khyal est modal : il suit une ligne mélodique sans élément harmonique. Chacun des modes utilisés participe à la constitution d'un râga de la musique hindoustanie.

## Caractéristiques
Le khyal se base sur un répertoire de chants courts, de deux à seize lignes. Le chanteur ou l'instrumentiste utilise ces chants, qui font en quelque sorte office de refrains, comme un matériau de base pour l'improvisation. Il est accompagné par des tablâs (tambours) et pour ce qui concerne le khyal chanté, d'un harmonium ou d'un instrument à cordes tel que le sarangi, le violon ou le dilruba. Une exécution typique de khyal combine trois parties : un âlâp (introduction où le vocaliste ou l'instrumentiste présente le râga et ses caractéristiques, sans accompagnement rythmique), cette partie est généralement courte, dans le cas du chant, alors qu'elle peut être très longue (jusqu'à 1 heure) dans la musique instrumentale. Dans ce cas l'âlâp est souvent divisé en plusieurs sous-parties : âlâp, jod (qui marque l'introduction d'une pulsation) et jhâla (avec une pulsation très rapide). Il est suivi par les gats (compositions rythmées) avec d'abord une partie lente (appelée vilambit) qui voit l'entrée du tablâ et par conséquent d'un tâla, puis une partie rapide (appelée drut).
Comme les compositions sont très courtes et que les exécutions peuvent dépasser la demi-heure, voire l'heure, l'improvisation constitue la plus grande partie de l'interprétation. Dans le cas du chant, le vocaliste peut créer de nouvelles mélodies avec les mêmes mots, reprendre les syllabes du chant comme support d'improvisation, chanter uniquement les notes (svara) de la gamme (sa, re, ga, ma, pa, da, ni, sa) ou encore mélanger des syllabes utilisant la voyelle A.

## Principaux représentants
- Abdul Rashid Khan, 1908-2016
- Roshan Ara Begum, 1917-1982
- Kishori Amonkar, 1931 - 2017
- Rajan et Sajan Mishra (en), nés en 1951 et 1956
- Naseeruddin Saami (en)1945
- Manjusha Kulkarni-Patil, née en 1971
- Kaushiki Chakrabarty, née en 1980